# Abbaye de Ferrières
L'abbaye Saint-Pierre-et-Saint-Paul de Ferrières est une abbaye bénédictine française située à Ferrières-en-Gâtinais dans le département du Loiret et la région Centre-Val de Loire.

## Historique

### Toponymie

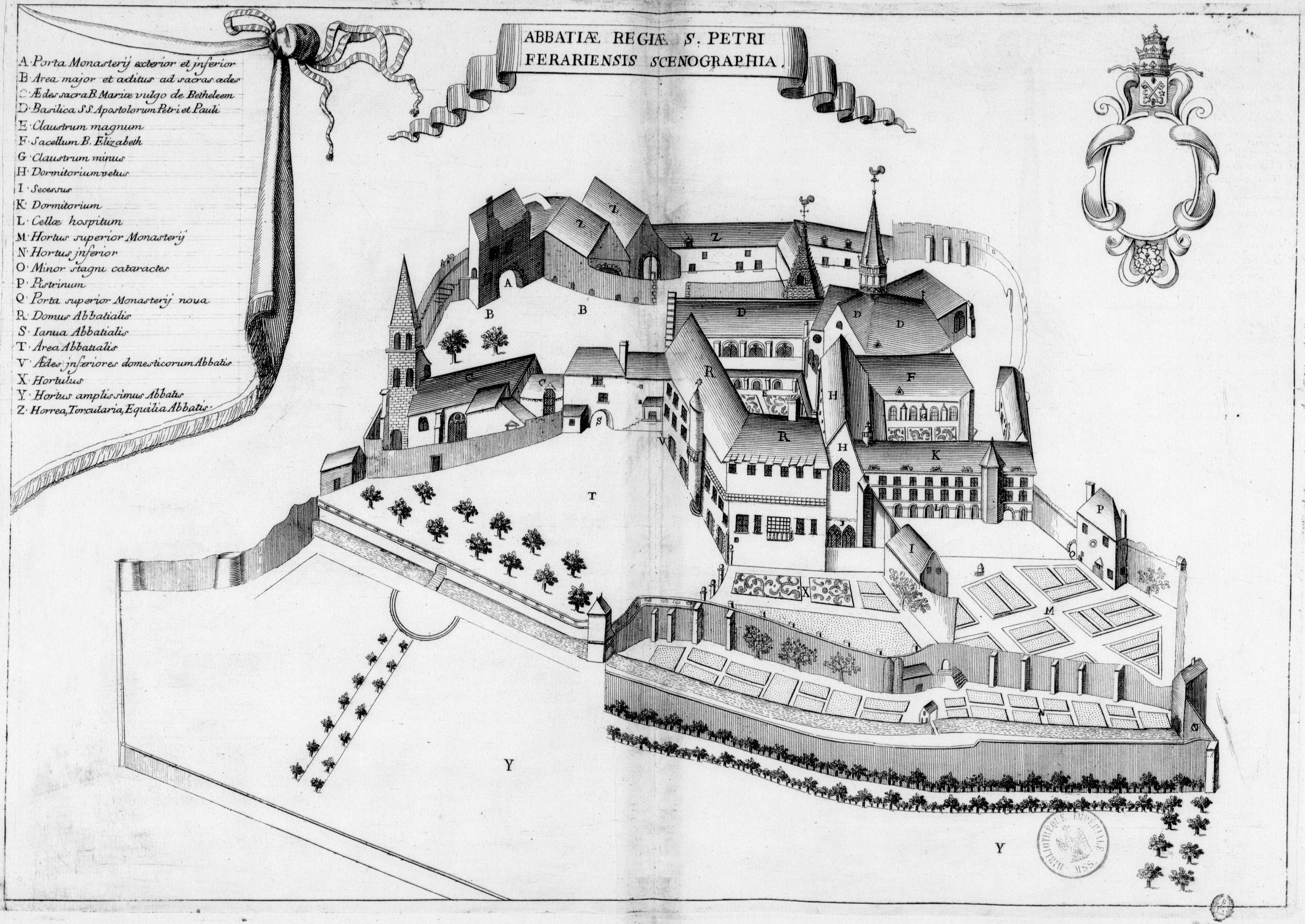
L’abbaye au XVIIe siècle, planche gravée du Monasticon Gallicanum.

Aquae Segestae, seu Bethlehem, vers 515 ; Ex monasterio quod vocatur integre Betleem, vulgo Ferrarias, 10 mai 841 (Archives départementales du Loiret-H 66, abbaye de Ferrières, Actes de Charles II le Chauve, no 11) ; Monasterii Bethlehem sive Ferrariarum, 27 décembre 843 (Archives départementales du Loiret-H 66, charte de Charles le Chauve, datée du monastère de Saint-Martin de Tours) ; Sanctus Petrus de Ferrariis, Xe siècle (Gallia Christiana, t. XII, Instrumenta, col. 156) ; Gualternus, abbas loci qui vocatur ab antiquis Bethleem sive Ferrarias, fundati in honore Sancte Dei Genitricis Petrique, beati apostolorum principis, 18 mars 1070 (Actes de Philippe Ier, no 51, p. 138) ; Abbati Ferrariensis seu Beethlemitensis monasterii, 11 novembre 1103 (Archives départementales du Loiret-H 66, bulle de Pascal II) ; Loci qui vocatur ab antiquis Bethleem sive Ferrarias, 1127 (Archives départementales du Loiret-H 66, charte de Louis VI) ; Monasterium Ferrariense, 1132 (Actes de Philippe Ier, p. 137) ; Abbatis Ferrerie, vers 1350 (Pouillé de Sens, p. 8) ; Abbatis Ferrariarum, vers 1350 (Pouillé de Sens, p. 48) ; Abbas de Ferreriis, ordinis Sancti Benedicti, vers 1350 (Pouillé de Sens, p. 50) ; Abbatis Ferreriorum, vers 1350 (Pouillé de Sens, p. 52) ; Abbas Ferreriarum, vers 1350 (Pouillé de Sens, p. 54) ; Convent de Ferrières, 2 août 1351 (Archives nationales-JJ 80, no 482, fol. 326) ; Abbas Ferreriarum, 1369-1370 (Pouillé de Sens, p. 99) ; Pour la singulière devocion que nous avons a la glorieuse Vierge Marie, mere de Dieu nostre createur, qui est trez dévotement priée en lad. abbaye de Ferrières, où elle est réclamée et appelée Nostre Dame de Bellan, 25 janvier 1471 (Archives départementales du Loiret-H 67, charte de Louis XI) ; Abbaye de Ferrières, 1472 (Archives départementales du Loiret-5-H 66) ; Arrêt évoquant au Conseil et renvoyant devant MM. Fagon, conseiller d’État, Quentin de Richebourg et de Baussan, maîtres des requêtes, la décision du partage à faire entre l’abbé et les religieux de Saint Pierre et Saint Paul de Ferrières, des biens de cette abbaye et le jugement en dernier ressort des contestations nées et à naître à ce sujet, samedi 2 mai 1722 (Archives nationales-E 2032, fol. 117).
Abbaye de bénédictins fondée sous le nom de Bethléem. Cartulaire : Bibliothèque nationale de France-Ms, lat. 12670, 17048, Nouv. Acq. Française 7433.
Hôtel-de-Ville.

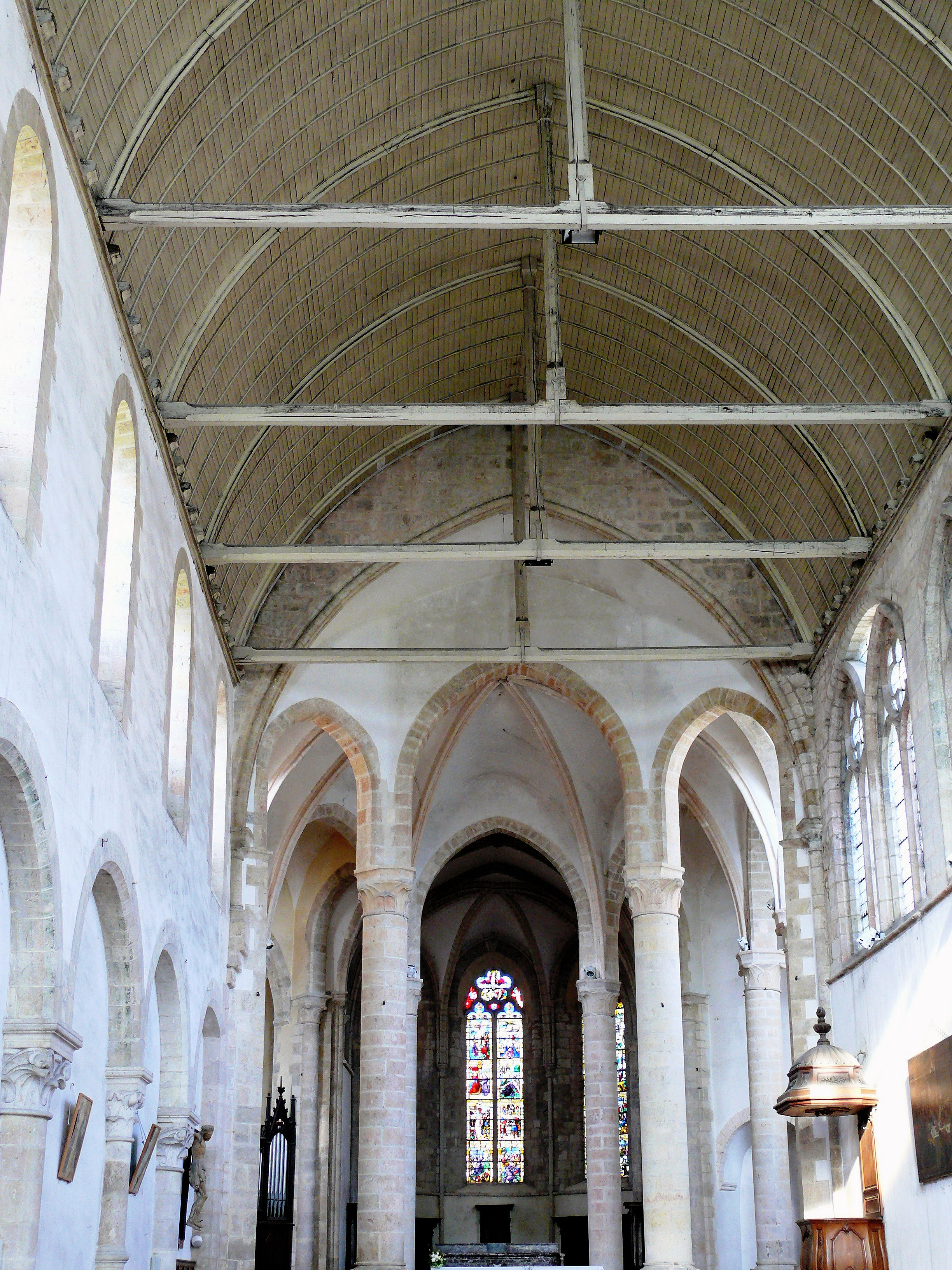
La nef.

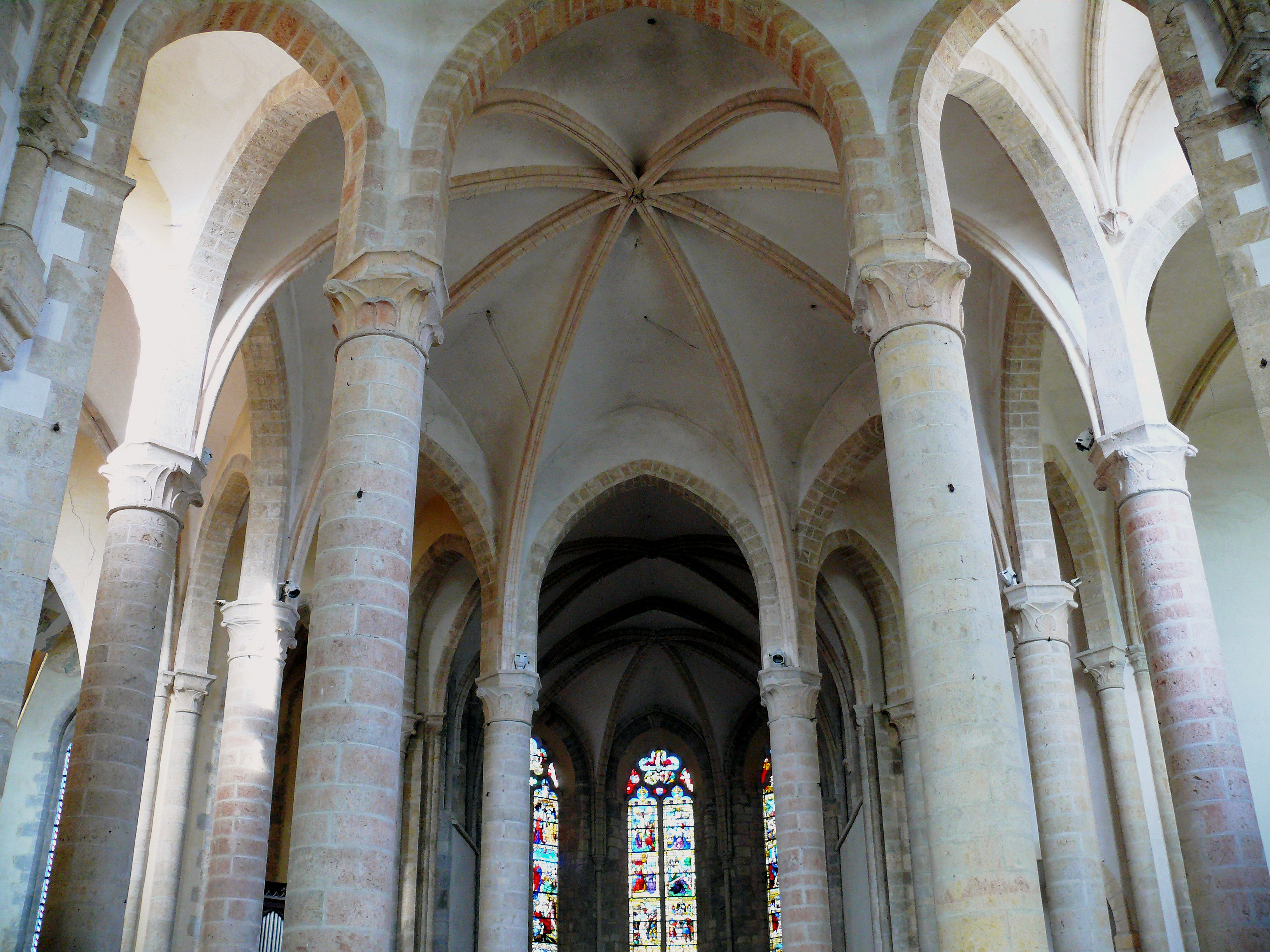
La croisée du transept et le chœur.

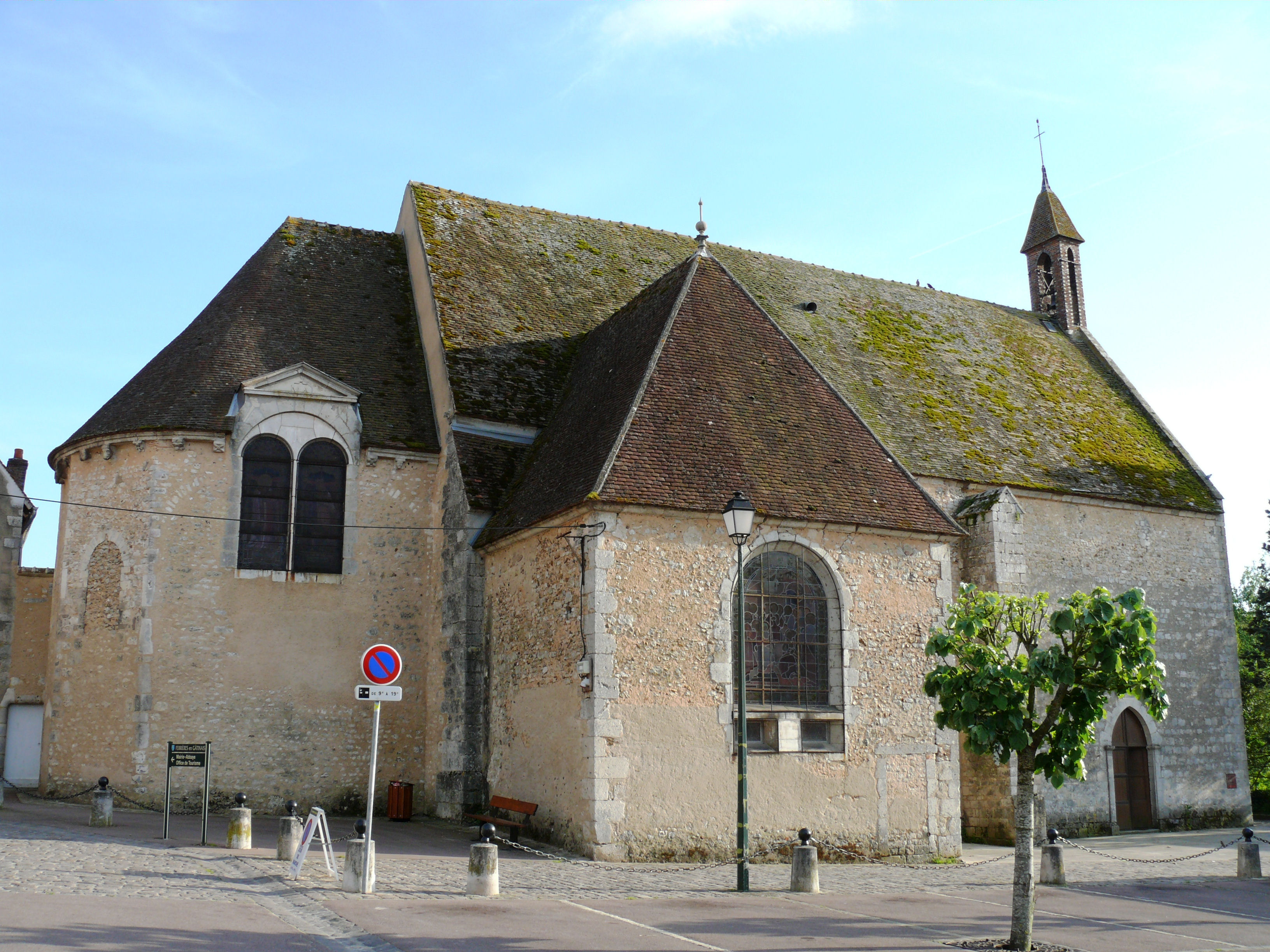
La chapelle Notre-Dame-de-Bethléem.

Ferrières était le siège d’une célèbre abbaye bénédictine, fondée peut-être par Clovis. Son existence est attestée dès le début du VIIe siècle, elle aurait alors été fondée par des disciples de saint Colomban. Dans le Dictionnaire des abbayes et monastères publié en 1856 par l'abbé Migne, elle est décrite comme ayant été fondée en 630 par le duc Wandelbert sous le nom de Bethleem Ferrariæ qui signifie Bethléem de Ferrières.
Elle fut restaurée au IXe siècle par Louis le Débonnaire et Charles le Chauve. Louis III et Carloman y furent couronnés le 10 avril 879. L'abbaye était en relation avec la cour impériale. Alcuin a été l'un de ses abbés. Ses écoles étaient réputées, notamment sous l'abbé Loup de Ferrières. Héric d'Auxerre fut élève de ce dernier avant de devenir un des maîtres de l'abbaye Saint-Germain d'Auxerre. Son scriptorium était important. Il ne reste que peu de manuscrits de l'école de Ferrières. Parmi les nombreux ouvrages conservés par la bibliothèque du Vatican, on peut trouver un livre sur la vie de saint Aldric, qui fut abbé et restaurateur de Ferrières (821-829) avant de devenir archevêque de Sens. Dans sa recherche de manuscrits anciens pour la bibliothèque de son abbaye, Loup de Ferrières s'adressait à Eginhard, abbé de Seligenstadt, Ansbald, abbé de Prüm, Altsig, abbé d'York, et quand il ne pouvait trouver le livre cherché auprès de ses abbés, il s'adressait au pape Benoît III, par exemple pour un exemplaire du De oratore de Cicéron. Loup de Ferrières avait établi un atelier de copistes à l'abbaye de Saint-Josse-sur-Mer qui dépendait de l'abbaye de Ferrières.
En 880, l'abbaye de Ferrières reçut les moines de l'abbaye Saint-Martin de Tournai, fondée en 632 par saint Éloi, qui venait d'être détruite par les Vikings, y amenant leurs documents et chartes.
La construction de l'église actuelle est commencée vers 1150. Le pape Alexandre III consacre la nef encore en construction, le 29 septembre 1163. Le transept et le chœur sont édifiés au cours d'une seconde campagne de construction au début du XIIIe siècle.
Incendiée en 1427 par les Anglais pendant la guerre de Cent Ans, puis attaquée par les huguenots dirigés par l'abbé de Ferrières, Odet de Châtillon, elle fut reconstruite sur ordre de l’abbé Louis de Blanchefort (1478-1505) à la fin du XVe siècle, et encore au XVIIe siècle sur ordre du prieur dom Guillaume Morin (1610-1628), après les destructions faites par les huguenots. Elle est représentée dans le célèbre Monasticon gallicanum. En mai 1479, afin de rétablir cette abbaye, le roi Louis XI octroya sa protection royale par ses lettres patentes.
Le bas-côté nord a été écrasé en 1739 par la chute du clocher central surmonté d'une flèche.
L'architecte Jules Lisch a commencé la restauration de l'abbaye en 1864. Il avait prévu de reconstruire le bas-côté nord de la nef et la flèche de la croisée, mais les travaux ne furent pas réalisés. Entre 1995 et 1996, des volontaires de l'association Chantiers Histoire et Architecture Médiévales participèrent à des travaux de restauration de l'abbaye.
L'abbaye bénéficie de multiples protections au titre des monuments historiques : classement en 1921 pour l'abbaye et la chapelle, inscription partielle en 1928 du pavillon du XVIIe siècle et pour le mur d'enceinte, et une inscription en 1991 pour les restes des fortifications au sud de l'église, la porte saint Macé et l'ancienne hôtellerie

## Description

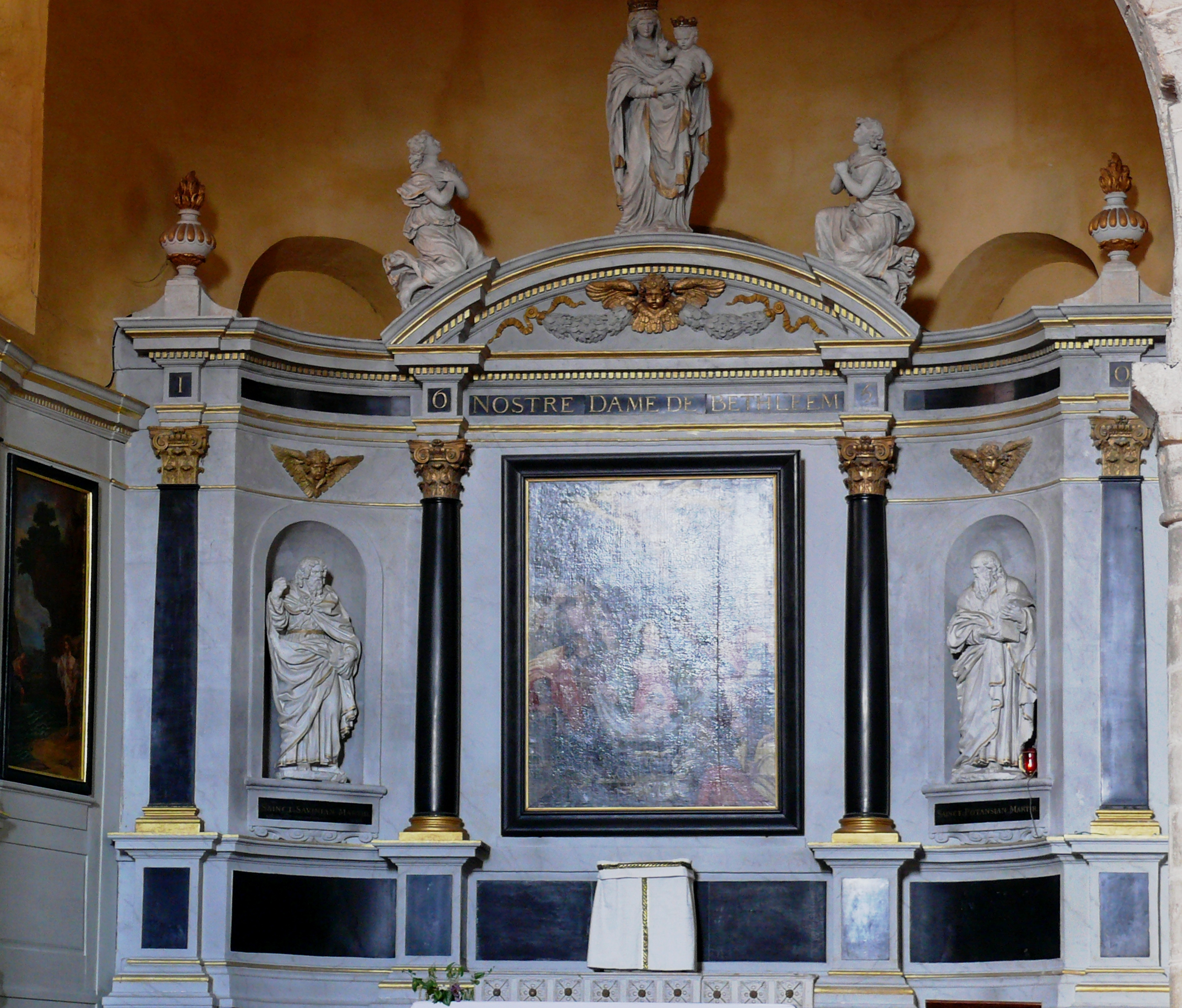
Le retable de Gilles Guérin (1650) dans la chapelle Notre-Dame-de-Bethléem.

Outre l’église abbatiale Saint-Pierre (XIIe et XIIIe siècles) ont été conservées : la chapelle Notre-Dame de Bethléem (à l’ouest de l’église Saint-Pierre) et des parties des monuments conventuels, le tout datant pour l’essentiel de la reconstruction de Louis de Blanchefort à la fin du XVe siècle. Au temps de sa splendeur, l’abbaye occupait un vaste terrain enclos avec un grand cloître (bordant au sud la nef de l’église Saint-Pierre) et un petit cloître (touchant au chœur).
L’église abbatiale est formée d’une nef du XIIe siècle, d’un transept et d’un chœur du XIIIe siècle. 
Sa construction a probablement débuté vers 1150. Le 29 septembre 1163, le pape Alexandre III consacrait la nef en cours de construction.
Le grand vaisseau de la nef était doublé d’un collatéral unique à gauche, détruit en 1739 par la chute de la tour de croisée. On reconnaît encore les grandes-arcades qui faisaient communiquer collatéral et grand vaisseau. Les supports de ces grandes-arcades (aujourd’hui prises dans la maçonnerie) représentaient en alternance une grosse colonne et deux colonnettes jumelées et baguées (même disposition à la collégiale de Champeaux, à Saint-Martin d’Étampes) ; le jumelage et le décor trahissent l’influence de la cathédrale de Sens. Il ne semble pas qu’il ait été prévu de voûter le grand vaisseau, couvert d’une charpente lambrissée. 
Dans le mur de droite de la nef, on remarque la porte (murée) qui donnait dans le grand cloître. Les fenêtres, haut placées à cause du cloître, sont apparemment contemporaines du transept et du chœur. Ceux-ci ont été construits dans les premières années du XIIIe siècle. 
La croisée du transept est une rotonde octogonale. Ce parti très original a peut-être été imposé par la présence, à cet emplacement, d’un bâtiment de plan centré carolingien (voir l’arc de pierres et briques alternées, au pan postérieur droit, qui serait un vestige de cette construction), parfois identifié avec le chœur de l’église reconstruite par ordre d’Aldaric, abbé de 821 à 828, qui aurait alors adopté un plan semblable à celui de l'abbatiale Saint-Sauveur de Charroux. L’espace central n’est pas couvert par une coupole mais par une voûte d’ogives à huit quartiers rayonnants. 
Entre la chapelle du bras droit et le chœur se trouve une petite pièce qui était autrefois sacristie et salle des morts (le corps des moines défunts y était déposé avant d’être placé dans le chœur pour la veillée funèbre). Sur le bras gauche s’ouvre une chapelle du XIVe siècle qui remplace peut-être une chapelle semblable à celle du bras droit.

Le chœur est couvert d’une voûte sexpartite : on sait que ce type de voûte se trouve encore au XIIIe siècle en Champagne et en Bourgogne. Ses murs latéraux présentent des vestiges d’une construction du XIe siècle.

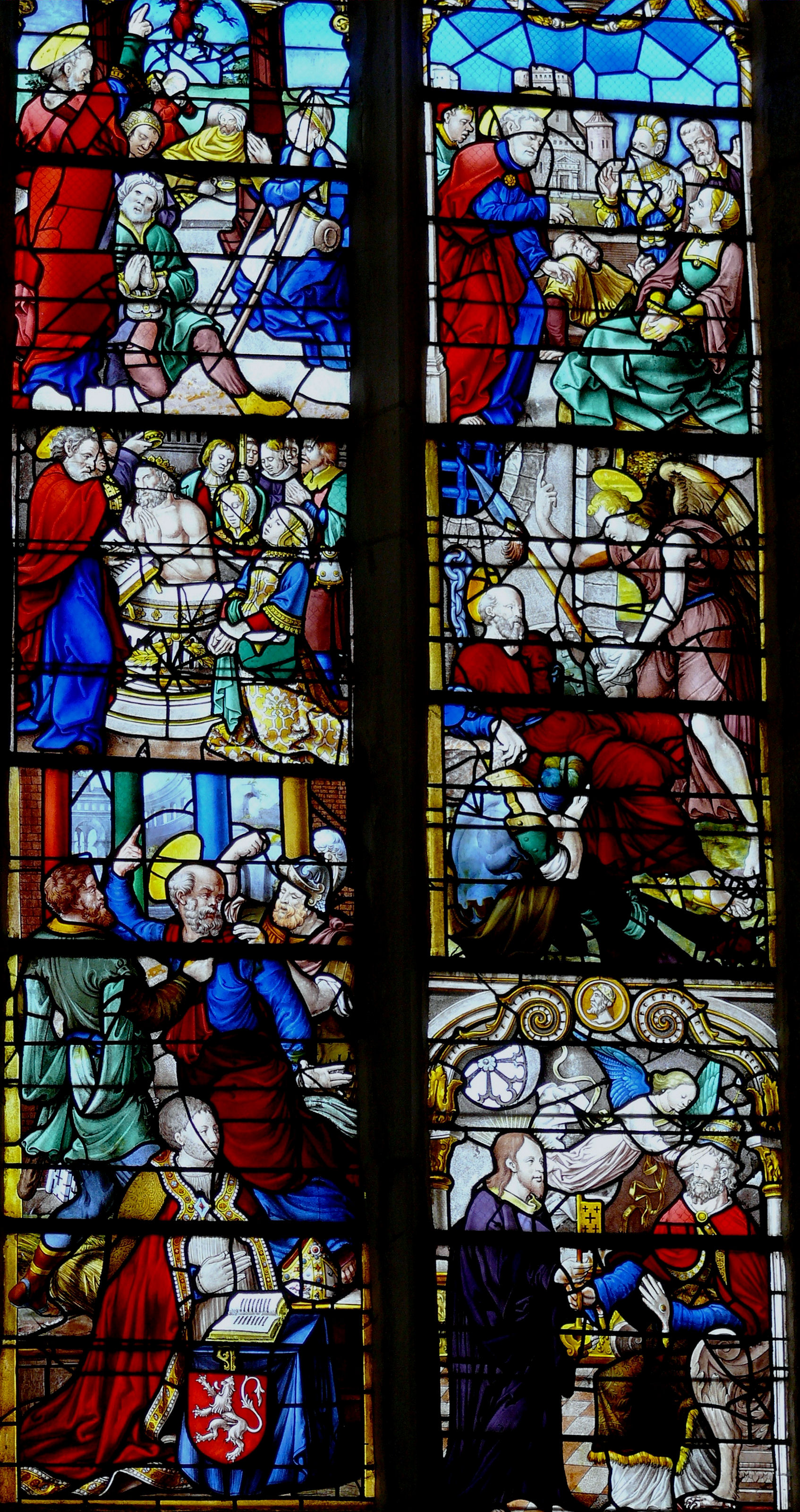
Un vitrail du chœur représentant la vie de saint Pierre.

La croisée portait une tour dite « clocher de plomb » visible sur la gravure du Monastecon gallicanum et détruite en 1739. Celle-ci était décorée de huit statues en plomb, hautes de 2,5 mètres, et d’écussons aux armes de Louis XIII et du prince de Condé. La tour-clocher, à gauche, présente des parties basses très anciennes ; les étages ont été refaits au XIIIe siècle ; la flèche, à la fin du XVe siècle.

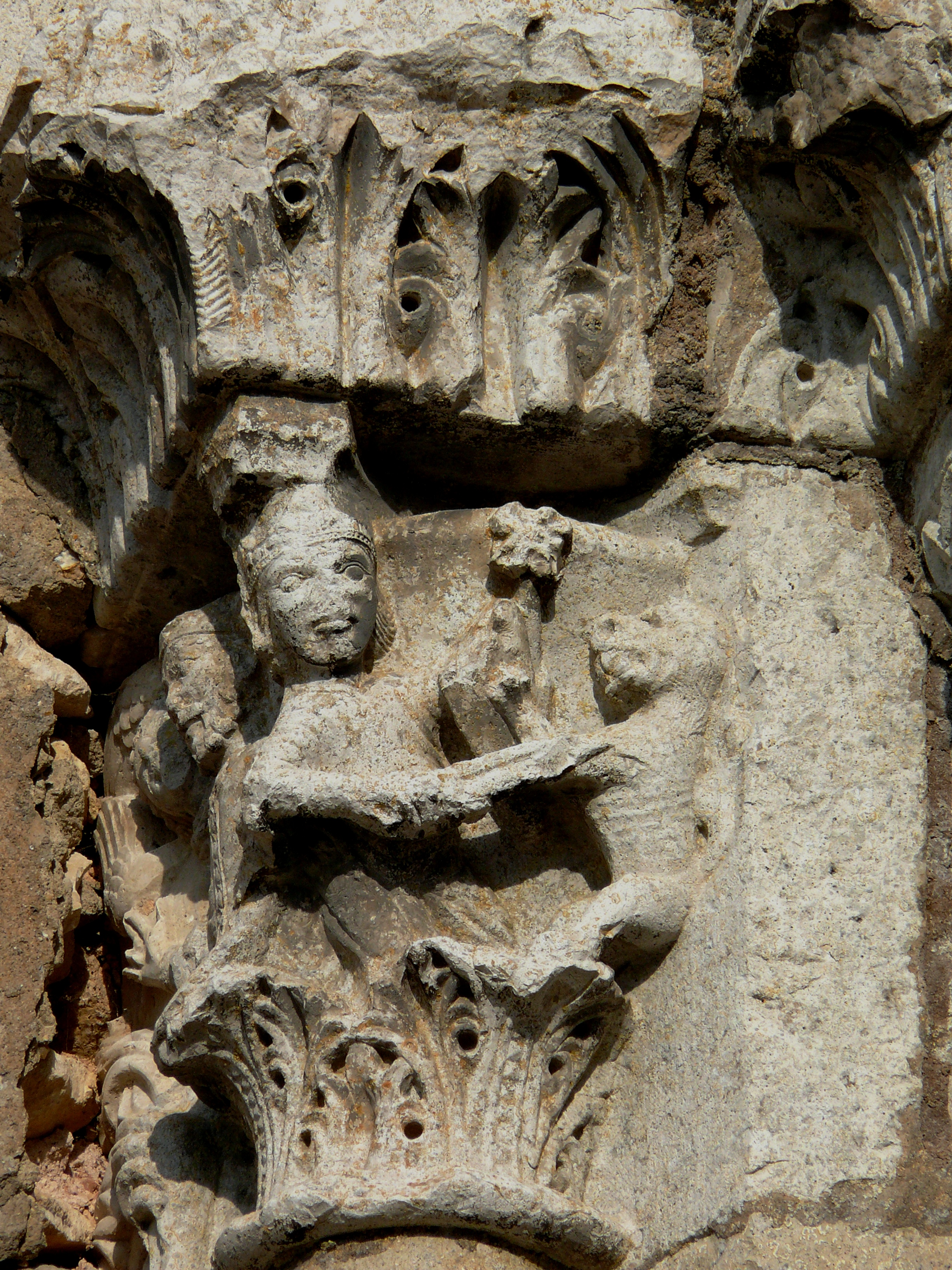
Un chapiteau représentant le combat de Pépin le Bref avec le lion.

Le tympan de la porte antérieure du vaisseau central, aujourd’hui nu, était orné d’un christ en majesté, dans lequel on croyait reconnaître Clovis. Dans la porte antérieure du collatéral détruit, un chapiteau représentant le combat de Pépin le Bref avec le lion.
Dans le chœur se situe le tombeau de Louis de Blanchefort, abbé de 1465 à 1507.
Les vitraux de l’abside datent de la fin du XVe siècle et du début du XVIe siècle, commandés par Louis de Blanchefort ou son successeur Pierre de Martigny (1518-1527) : mariage de la Vierge et l'enfance du Christ ; l'histoire de saint Pierre ; la Passion sur la fenêtre d'axe ; l'histoire de saint Christophe ; l'histoire de saint Paul et l'histoire de saint Aldric.

## Abbés
- … : Buchin (?)[5]
- … : Vandelbert (?)[5]
- 794-804 : Alcuin[5]
- 804-814 - Sigulfe[5]
- 814-821 - Adalbert[5]
- 821-829 - saint Aldric[6]
- 841-862 - Loup Servat[5],[6]
- début du XIIIe siècle : Claude de Montdor, chanoine-comte de Lyon (1209)[7]
- 1465-1505 - Louis de Blanchefort[5]
- 1517-1527 - Pierre de Martigny[6]
- 1556-1572 - Odet de Coligny[6]
- ? - 1581 : Toussaint Barin dit de Vincelles, conseiller du roi, aumônier du roi et de la reine, chanoine de la Sainte-Chapelle du Palais de Paris, abbés des abbayes de Saint-Pierre-et-Saint-Paul de Ferrières, et de Saint-Lô, mort le 2 mai 1581, âgé de 75 ans et inhumé en l'église de l'abbaye Notre-Dame de Gercy[8]
- 1621-1641 - André Frémyot[6]
- 1660-1664 - Paul de Beauvilliers de Saint-Aignan, actif en 1663-1665, dates de procès[9]